# Acordo sobre Salvaguardas
O Acordo sobre salvaguardas é um acordo no âmbito da Organização Mundial do Comércio que estabelece regras para a aplicação de medidas de salvaguarda, entendendo-se como tal as medidas previstas no Artigo XIX do Acordo Geral de Tarifas e Comércio. Esse acordo proíbe as chamadas medidas de zona cinzenta e adota medidas destinadas a proteger indústrias específicas contra aumentos súbitos e imprevistos de importações que causem ou ameacem causar danos a essas indústrias. Restrições voluntárias às exportações e acordos de organização de mercados são ilegais e as medidas deste tipo já existentes terão de se adaptar ao acordo ou ser gradualmente extintas dentro de um prazo de quatro anos. Este acordo trata das salvaguardas gerais, excepcionando-se as salvaguardas transitórias e as especiais.
A preocupação com as medidas da área cinzenta fez com que a necessidade de um código sobre salvaguardas fosse incluída na Declaração Ministerial que precedeu à Rodada Tóquio do GATT em 1973. Porém, encerrou-se a rodada sem que o tema fosse devidamente abordado, sendo o acordo firmado somente a partir da Rodada Uruguai, concluída em 1994.
O Acordo sobre Salvaguardas, implementado no Brasil por meio do Decreto nº 1355, de 30/12/1994 e regulamentado pelo Decreto nº 1488, de 11/05/1995 e pelo Decreto nº 2667, de 10/07/1998, trouxe definições claras sobre aumento de importações, prejuízo grave e indústria nacional; passou a exigir uma investigação prévia; estabeleceu um prazo máximo de vigência das medidas; deu tratamento mais favorável aos países em desenvolvimento; proibiu a adoção das restrições voluntárias às exportações e outros acordos de organização de mercado; disciplinou os procedimentos de notificação e consulta entre os Membros e criou o Comitê sobre Salvaguardas.
Um país poderá aplicar uma medida de salvaguarda em relação a um produto unicamente se tiver determinado que esse produto é importado no seu território em quantidades de tal modo elevadas, em termos absolutos ou em relação à produção nacional, e em tais condições que cause ou ameace causar um prejuízo grave ao ramo de produção nacional de produtos similares ou diretamente concorrentes.
As medidas de salvaguarda só podem ser aplicadas na proporção necessária para prevenir ou remediar prejuízo grave e facilitar o ajustamento. Se for utilizada restrição quantitativa, tal medida não pode reduzir a quantidade das importações abaixo do nível de um período recente, correspondente à média das importações efetuadas nos três últimos anos.
O Acordo sobre Salvaguardas, no seu artigo 9, estabelece uma exceção em favor dos países em desenvolvimento, proibindo a aplicação de medidas de salvaguarda contra produto procedente de qualquer destes países, quando a parcela que lhe corresponda nas importações efetuadas pelo importador do produto não for superior a 3%, contanto que os países em desenvolvimento com participação nas importações inferior a 3% não representem em conjunto mais de 9% das importações totais do produto em questão.